# Libytheinae
Le  Libytheinae  Boisduval, 1833, sono una sottofamiglia di Lepidotteri appartenenti alla famiglia Nymphalidae. Comprendono 2 generi e 14 specie. L'unica specie presente in Italia e in Europa è Libythea celtis.

## Elenco delle specie
| - Libythea collenettei - Libythea labdaca - Libythea laius - Libythea tsiandava - Libythea ancoata | - Libythea geoffroy - Libythea narina - Libythea myrrha - Libythea celtis - Libythea lepita | - Libytheana carinenta - Libytheana terena - Libytheana motya - Libytheana fulvescens |